# 大布希夫卡
50°8′34″N 33°56′13″E / 50.14278°N 33.93694°E
大布希夫卡（烏克蘭語：Велика Обухівка），是烏克蘭的村落，位於該國中部波爾塔瓦州，由米爾哥羅德區負責管轄，處於普肖爾河右岸，分別距離小奧布希夫卡1公里和薩溫齊4公里，2001年人口695。